# Carole Tongue
Carole Tongue (ur. 14 października 1955 w Lozannie) – brytyjska polityk, posłanka do Parlamentu Europejskiego II, III i IV kadencji.

## Życiorys
Studiowała język francuski i nauki polityczne na Loughborough University. Zaangażowała się w działalność polityczną w ramach Partii Pracy oraz Co-operative Party. Została członkinią Campaign for Nuclear Disarmament oraz działaczką związkową. W latach 1984–1999 przez trzy kadencje sprawowała mandat eurodeputowanej, wchodząc w skład frakcji socjalistycznej. Pracowała m.in. Komisji ds. Praw Kobiet oraz Komisji ds. Socjalnych, Zatrudnienia i Środowiska Pracy.
Po odejściu z PE była członkinią komitetu General Medical Council, instytucji nadzorującej prowadzenie rejestrów lekarzy. Wchodziła w skład komitetu ds. komunikacji i informacji przy UNESCO. Założyła i stanęła na czele UK Coalition for Cultural Diversity, inicjatywy dążącej do wdrożenia konwencji poświęconej promowaniu i ochronie różnorodności kulturowej. Została członkinią Royal Society of Arts, a także wykładowczynią na University of the Arts London.